# Landkreis Main-Spessart

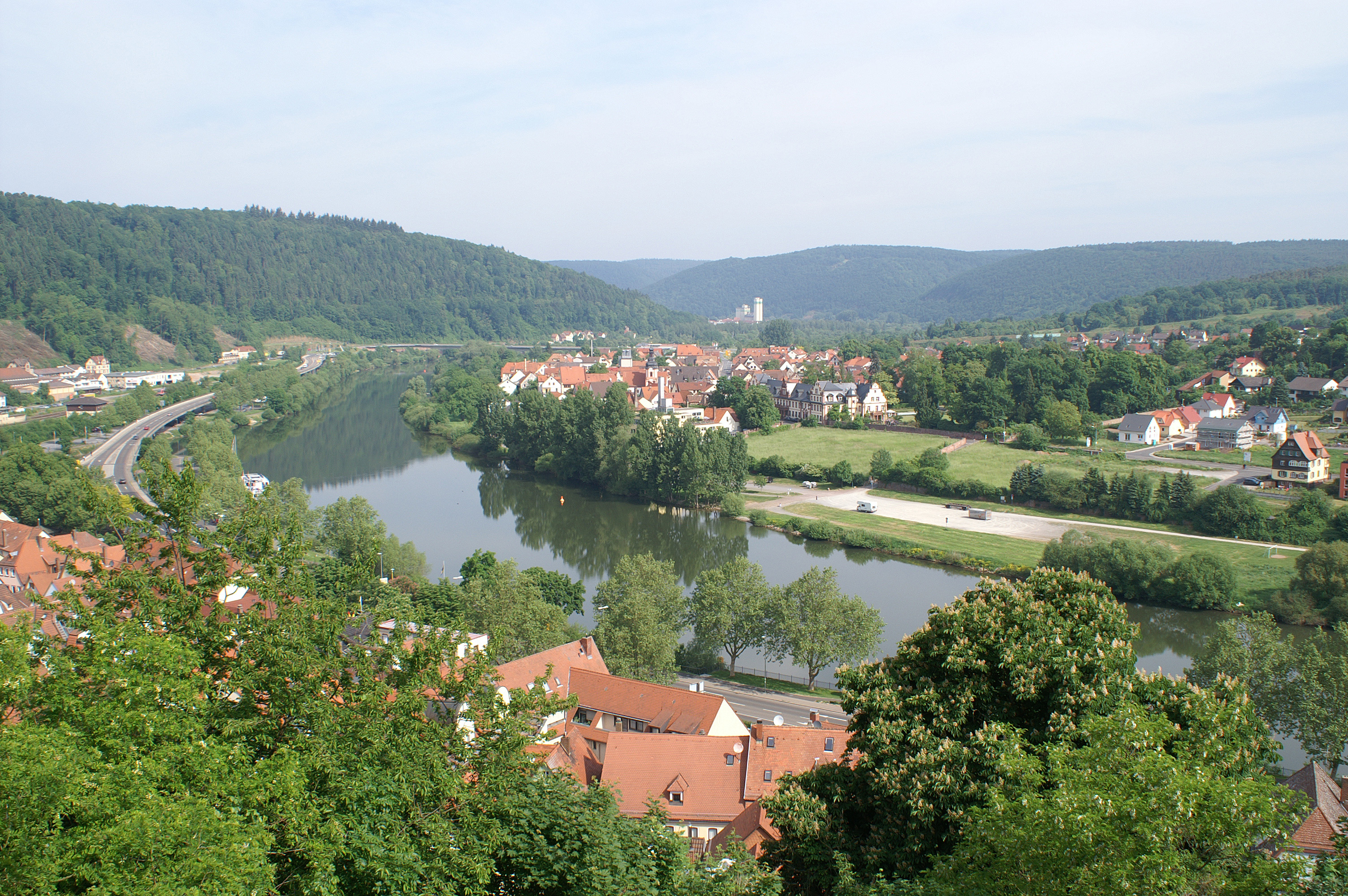
Der Main bei Kreuzwertheim

Der Landkreis Main-Spessart liegt in der westlichen Mitte des bayerischen Regierungsbezirks Unterfranken. Kreisstadt ist Karlstadt. Der Landkreis ist Mitglied der Regiopolregion Mainfranken.

## Geographie
Der Landkreis wird von Main und Spessart geprägt und liegt zwischen den drei größeren Städten Würzburg im Süden, Schweinfurt im Osten und Aschaffenburg im Westen. Der Main erreicht von Würzburg kommend im Südosten das Kreisgebiet. Er fließt zunächst in nordwestlicher Richtung, vorbei an Karlstadt nach Gemünden, der sogenannten Dreiflüssestadt. Dort nimmt er die von Nordosten und Norden kommenden Flüsse Fränkische Saale und Sinn auf, die sich kurz vor der Mündung vereinigt haben. Nach wenigen Kilometern wendet sich der Main nach Südwesten und erreicht auf seinem weiteren Lauf die Städte Lohr am Main und von dort südwärts Marktheidenfeld. Einige Kilometer südlich von Marktheidenfeld bildet der Main die Landesgrenze zu Baden-Württemberg. Die letzte Landkreisgemeinde am Main ist der Markt Kreuzwertheim. Dort fließt der Main westwärts in Richtung Miltenberg. Weitere Flüsse im Kreisgebiet neben dem Main, der Fränkischen Saale und der Sinn sind die Wern, die kurz vor Gemünden in den Main mündet, die bei Lohr am Main einmündende Lohr und die Hafenlohr, die bei der gleichnamigen Gemeinde Hafenlohr in den Main fließt.
Westlich des Mains ziehen sich die Höhen des Spessarts bis auf über 500 m hinauf. Die höchste Erhebung im Spessart ist der 586 m hohe Geiersberg mit dem Sender Breitsol bei Rohrbrunn, er gehört seit 2009 zur Gemarkung der Landkreisgemeinde Bischbrunn. Die Hermannskoppe mit 567 m im Norden des Kreisgebietes bildet die Grenze von Bayern und Hessen.

### Nachbarkreise
Der Landkreis grenzt im Uhrzeigersinn im Nordwesten beginnend an den Main-Kinzig-Kreis (in Hessen), an die Landkreise Bad Kissingen, Schweinfurt und Würzburg (alle in Bayern), an den Main-Tauber-Kreis (in Baden-Württemberg) sowie an die Landkreise Miltenberg und Aschaffenburg (beide in Bayern).

### Naturschutzgebiete
Im Landkreis gibt es 15 Naturschutzgebiete, zwei Landschaftsschutzgebiete, 20 FFH-Gebiete und 32 vom Bayerischen Landesamt für Umwelt ausgewiesene Geotope (Stand August 2016).
Siehe auch:
- Liste der Naturschutzgebiete im Landkreis Main-Spessart
- Liste der Landschaftsschutzgebiete im Landkreis Main-Spessart
- Liste der FFH-Gebiete im Landkreis Main-Spessart
- Liste der Geotope im Landkreis Main-Spessart

## Geschichte

### Landgerichte
Das Gebiet des heutigen Landkreises Main-Spessart gehörte vor 1800 überwiegend zum Hochstift Würzburg, teilweise zum Erzstift Mainz. Der kurmainzische Teil war ab 1803 Teil des Fürstentums Aschaffenburg und kam 1814 an das Königreich Bayern.
Bereits 1804 entstand das Landgericht Homburg (Sitz in Marktheidenfeld), das 1840 nach seinem Sitz in Landgericht Marktheidenfeld umbenannt wurde. 1804 entstanden die Landgerichte Gemünden, Karlstadt und Arnstein. 1814 wurden die Landgerichte Lohr und Orb gebildet. 1852 entstand das Landgericht Rothenfels aus dem Fürstlich von Löwensteinischen Herrschaftsgericht Rothenfels und ein Jahr später das Landgericht Stadtprozelten aus dem Fürstlich von Löwensteinischen Herrschaftsgericht Kreuzwertheim. Alle Landgerichte gehörten  zum Untermainkreis, der ab 1838 in Unterfranken umbenannt wurde.

### Bezirksämter
Am 1. Januar 1862 wurde aus den Landgerichten Lohr und Rothenfels das Bezirksamt Lohr, aus den Landgerichten Marktheidenfeld und Stadtprozelten das Bezirksamt Marktheidenfeld, aus den Landgerichten Karlstadt und Arnstein das Bezirksamt Karlstadt sowie aus den Landgerichten Gemünden und Orb das Bezirksamt Gemünden am Main gebildet. Infolge der militärischen Niederlage 1866 musste Bayern das Gebiet Orb an Preußen abgeben. Der nunmehr verkleinerte Bezirk Gemünden wurde 1872 aufgelöst und seine Gemeinden in das Bezirksamt Lohr eingegliedert. Dafür gab das Bezirksamt Lohr das Gebiet um Rothenfels an das Bezirksamt Marktheidenfeld ab. 1902 wurde Gemünden wieder Sitz eines Bezirksamts.

### Landkreise
Am 1. Januar 1939 wurde im Deutschen Reich die Bezeichnung Landkreis eingeführt. Aus den Bezirksämtern wurden die Landkreise Gemünden am Main, Karlstadt, Lohr am Main und Marktheidenfeld.

### Landkreis Main-Spessart
Im Rahmen der Gebietsreform in Bayern wurde am 1. Juli 1972 zunächst unter der Bezeichnung „Landkreis Mittelmain“ ein neuer Landkreis aus den ehemaligen Landkreisen Gemünden am Main, Lohr am Main (ohne die Gemeinde Rothenbuch, die zum Landkreis Aschaffenburg kam) und Karlstadt (einige Randgemeinden kamen auch zu den Nachbarkreisen Schweinfurt, Würzburg und Bad Kissingen) sowie dem Großteil des Landkreises Marktheidenfeld (das Gebiet um Stadtprozelten kam jedoch zum Landkreis Miltenberg, einige Gemeinden im Südosten zum Landkreis Würzburg) gebildet. Als Kreisstadt wurde zunächst Lohr am Main bestimmt. Im Oktober 1972 entschied man sich jedoch für Karlstadt als neuen Kreissitz und verlegte das Landratsamt von Lohr nach Karlstadt. Am 1. Mai 1973 erhielt der neue Landkreis seine heutige Bezeichnung „Landkreis Main-Spessart“. Am 1. Juli 1976 trat der Landkreis Main-Spessart die Gemeinde Wiesen an den Landkreis Aschaffenburg ab.
Das 40-jährige Jubiläum des Landkreises von 2012 war Anlass, noch einmal mit Beiträgen zur Geschichte und Geschichten auf vier Jahrzehnte Main-Spessart zurückzublicken und auf die vielen Facetten des Landkreises bis hin zu seiner Patenschaft mit dem Marinetanker „Spessart“ einzugehen.

### Einwohnerentwicklung

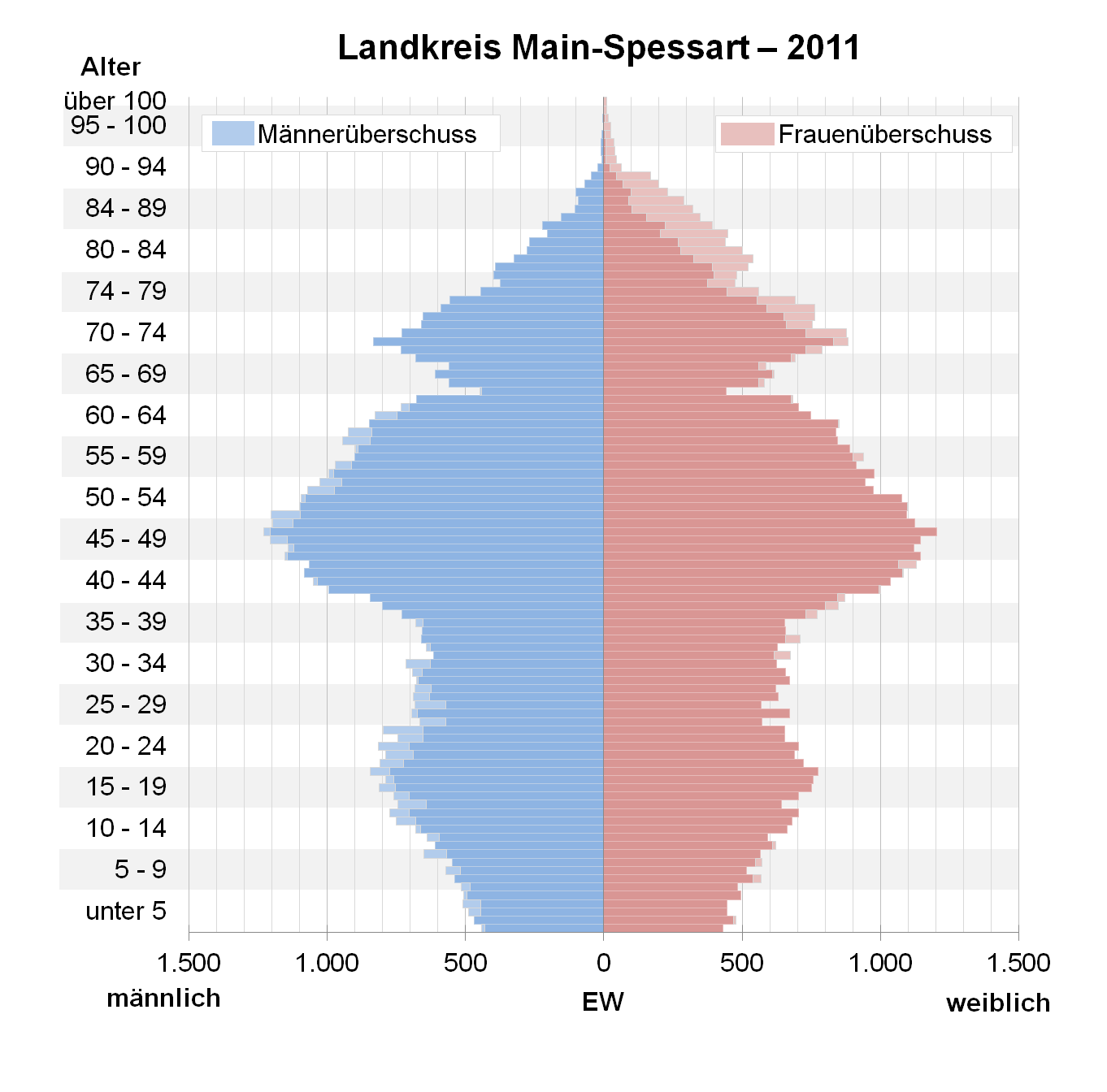
Bevölkerungspyramide für den Kreis Main-Spessart (Datenquelle: Zensus 2011.)

Von 1988 bis 2008 gewann der Landkreis Main-Spessart knapp 7000 Einwohner hinzu bzw. wuchs um rund 5 %. Allerdings ist die Einwohnerentwicklung bereits seit 2003 rückläufig. Im Zeitraum 1988 bis 2018 stieg die Einwohnerzahl des Landkreises von 122.714 auf 126.365 um 3.651 Einwohner bzw. verblieb ein Plus von 3 %.
Zahlenangaben vom 25. Mai 1987.
| Bevölkerungsentwicklung | Bevölkerungsentwicklung | Bevölkerungsentwicklung | Bevölkerungsentwicklung | Bevölkerungsentwicklung | Bevölkerungsentwicklung | Bevölkerungsentwicklung | Bevölkerungsentwicklung | Bevölkerungsentwicklung | Bevölkerungsentwicklung | Bevölkerungsentwicklung | Bevölkerungsentwicklung | Bevölkerungsentwicklung | Bevölkerungsentwicklung | Bevölkerungsentwicklung |
| ----------------------- | ----------------------- | ----------------------- | ----------------------- | ----------------------- | ----------------------- | ----------------------- | ----------------------- | ----------------------- | ----------------------- | ----------------------- | ----------------------- | ----------------------- | ----------------------- | ----------------------- |
| Jahr                    | 1840                    | 1900                    | 1939                    | 1950                    | 1961                    | 1970                    | 1987                    | 1991                    | 1995                    | 2000                    | 2005                    | 2010                    | 2015                    | 2020                    |
| Einwohner               | 71.960                  | 75.421                  | 85.056                  | 115.881                 | 114.025                 | 121.028                 | 122.047                 | 128.277                 | 131.445                 | 132.012                 | 131.218                 | 127.761                 | 126.123                 | 125.976                 |

## Politik

### Kreistag
Die Kreistagswahl 2020 kam zu folgendem Ergebnis:
| Kreistagswahl 2020Wahlbeteiligung: 67,0 % (-0,3 %) %403020100 32,418,516,413,16,24,53,92,11,61,4n. k. CSUFWGrüneSPDUGMeFBfAfDFDPLinkeÖDPÖ/P/LkGewinne und Verlusteim Vergleich zu 2014 %p 8 6 4 2 0 −2 −4 −6−2,7−4,9+3,1−4,0+6,2−3,4+3,9+1,1+1,6+1,4−2,3CSUFWGrüneSPDUGMFBAfDFDPLinkeÖDPÖ/P/LAnmerkungen:e Unabhängig-Gemeinsam für Main-Spessartf Freie Bürgerk ÖDP/Piraten/Die Linke | Sitzverteilung im Kreistag Main-Spessart seit 2020Insgesamt 60 Sitze - Linke: 1 - SPD: 8 - Grüne: 10 - ÖDP: 1 - UGM: 4 - FB: 3 - FW: 11 - FDP: 1 - CSU: 19 - AfD: 2 |

| Parteien und Wählergemeinschaften | Parteien und Wählergemeinschaften      | 2020   | 2020   | 2014   | 2014   | 2008   | 2008   | 2002   | 2002   | 1996   | 1996   |
| Parteien und Wählergemeinschaften | Parteien und Wählergemeinschaften      | %      | Sitze  | %      | Sitze  | %      | Sitze  | %      | Sitze  | %      | Sitze  |
| --------------------------------- | -------------------------------------- | ------ | ------ | ------ | ------ | ------ | ------ | ------ | ------ | ------ | ------ |
| CSU                               | Christlich-Soziale Union in Bayern     | 32,4   | 19     | 35,1   | 21     | 35,6   | 22     | 40,4   | 25     | 36,6   | 22     |
| FW                                | Freie Wähler Bayern                    | 18,5   | 11     | 23,4   | 14     | 25,1   | 15     | 23,1   | 14     | 24,4   | 15     |
| Grüne                             | Grüne Bayern                           | 16,4   | 10     | 13,3   | 08     | 10,2   | 06     | 7,5    | 05     | 8,7    | 05     |
| SPD                               | SPD Bayern                             | 13,1   | 08     | 17,1   | 10     | 18,8   | 11     | 20,6   | 12     | 22,4   | 14     |
| UGM                               | Unabhängig-Gemeinsam für Main-Spessart | 6,2    | 04     | 0–     | 0–     | 0–     | 0–     | 0–     | 0–     | 0–     | 0–     |
| FB                                | Freie Bürger                           | 4,5    | 03     | 7,9    | 05     | 6,4    | 04     | 0–     | 0–     | 0–     | 0–     |
| AfD                               | AfD Bayern                             | 3,9    | 02     | 0–     | 0–     | 0–     | 0–     | 0–     | 0–     | 0–     | 0–     |
| FDP                               | FDP Bayern                             | 2,1    | 01     | 1,0    | 01     | 2,1    | 01     | 0–     | 0–     | 0–     | 0–     |
| Linke                             | Die Linke Bayern                       | 1,6    | 01     | 0–     | 0–     | 0–     | 0–     | 0–     | 0–     | 0–     | 0–     |
| ÖDP                               | Ökologisch–Demokratische Partei        | 1,4    | 01     | 0–     | 0–     | 1,9    | 01     | 2,2    | 01     | 2,5    | 01     |
| Ö/P/L                             | ÖDP/Piraten/Linke                      | 0–     | 0–     | 2,3    | 01     | 0–     | 0–     | 0–     | 0–     | 0–     | 0–     |
| FDP/FB                            | FDP Bayern/Freie Bürger                | 0–     | 0–     | 0–     | 0–     | 0–     | 0–     | 6,3    | 03     | 5,4    | 03     |
| gesamt                            | gesamt                                 | 100,1  | 60     | 100,1  | 60     | 100,1  | 60     | 100,1  | 60     | 100,0  | 60     |
| Wahlbeteiligung                   | Wahlbeteiligung                        | 67,0 % | 67,0 % | 67,3 % | 67,3 % | 70,5 % | 70,5 % | 72,9 % | 72,9 % | 78,2 % | 78,2 % |

### Landrat
Landrätin ist seit 1. Mai 2020 Sabine Sitter (CSU). Am 15. März 2020 erreichte diese unter fünf Bewerbern 44,64 % der Stimmen und siegte in der Stichwahl vom 29. März 2020 mit 60,30 % der Stimmen.
Liste der Landräte:
- 1972–1984: Erwin Ammann (CSU)
- 1984–2008: Armin Grein (Freie Wähler)
- 2008–2020: Thomas Schiebel (Freie Wähler)
- 2020–: Sabine Sitter (CSU)

### Wappen
|                  | Blasonierung: „In Rot ein schmaler silberner Wellenpfahl; vorne über einem sechsspeichigen silbernen Rad ein goldenes Eichenblatt mit zwei goldenen Eicheln; hinten über drei silbernen Spitzen eine goldene Weintraube“ |
| 1974 eingeführt. | |

## Wirtschaft und Infrastruktur
Bedeutendster Arbeitgeber sind in Lohr das Industrieunternehmen Bosch Rexroth, ein Tochterunternehmen der Bosch-Gruppe, und ein weltweit führender Hersteller hochwertiger Spezialprodukte aus Glas, die Gerresheimer Lohr GmbH (die Gerresheimer Gruppe). Lohr ist der wichtigste Gewerbestandort im Landkreis. An zweiter Stelle steht Marktheidenfeld, in dem u. a. die Firmen Braun GmbH, Warema und Schneider Electric Automation GmbH ihren Sitz haben.
Die Landwirtschaft im Landkreis besteht hauptsächlich aus Wein- und Obstbau. Angebaut wird auch Braugerste für die heimischen Brauereien. Mit rund 70 Milchviehhaltern und 1500 Kühen gilt Main-Spessart als kuhärmster Landkreis Bayerns.
Der Landkreis gilt als einer der wirtschaftlich stärksten Landkreise der Region Mainfranken. Die Arbeitslosenquote im August 2014 lag bei 2,5 % und damit deutlich unter dem Bundesdurchschnitt von 6,7 %. Auch hat der Landkreis das höchste BIP (ca. 3,5 Milliarden EUR) aller Landkreise (ohne kreisfreie Städte Würzburg und Schweinfurt). Erreicht wird dies durch die hohe Zahl von sozialversicherungspflichtigen Arbeitsplätzen im Landkreis Main-Spessart. Viele Arbeitnehmer kommen auch aus benachbarten Landkreisen wie Würzburg oder Bad Kissingen. Im Zukunftsatlas 2016 belegte der Landkreis Platz 141 von 402 Landkreisen, Kommunalverbänden und kreisfreien Städten in Deutschland und zählt damit zu den Regionen mit „Zukunftschancen“.
2016 hatte der Landkreis Main-Spessart ca. 3319 Betriebe mit ca. 45.274 sozialversicherungspflichtigen Beschäftigten.

### Verkehr

#### Schifffahrt
Der Main als bedeutendster Verkehrsweg ist von der Mündung bis Bischberg nahe Bamberg ausgebaut und durch zahlreiche Staustufen beinahe ganzjährig befahrbar. Bis ins 20. Jahrhundert fuhren vor allem Flöße auf dem Main, die Holz aus dem Spessart zu den Sägewerken bei Frankfurt brachten.

#### Eisenbahn
Die Bayerischen Staatseisenbahnen eröffneten im Jahre 1854 ihre Strecke von Würzburg über Karlstadt–Gemünden entlang des Mains nach Lohr und über den Spessart nach Aschaffenburg. Die Stadt Gemünden, wo Saale und Sinn in den Main münden, wurde ein bedeutender Knotenpunkt, als dort 1872 die Nord-Süd-Strecke über Rieneck nach Fulda abzweigte.
1879 entstand die Querverbindung von Gemünden über Arnstein nach Schweinfurt/Bamberg, die bis Wernfeld parallel zur Hauptbahn verläuft und 1884 die Fränkische Saaletalbahn nach Hammelburg, die 1924 nach Bad Kissingen verlängert wurde. Dort verkehren derzeit Triebwagen der Erfurter Bahn.
Im Maintal entstand 1881 von Lohr Bahnhof eine Bahnverbindung nach Marktheidenfeld-Wertheim, die 1912 über Hasloch nach Miltenberg verlängert wurde. Der Personenverkehr auf dieser Strecke  wurde 1976/77 eingestellt. Das gilt auch für die Verbindung Schweinfurt–Gemünden über Waigolshausen–Arnstein–Wernfeld, die allerdings wegen des starken Güterverkehrs elektrifiziert wurde. Mit den Neubaustrecken hat das Netz für den Personenverkehr noch eine Länge von 148 Kilometern.
Die Neubaustrecke (Hannover–)Fulda–Würzburg der Deutschen Bahn, die im Landkreis zwei Betriebsbahnhöfe hat, wurde 1988 in Betrieb genommen. Sie kreuzt bei Gemünden das Maintal. 1994 kam die Nantenbacher Kurve hinzu, womit der Weg für Fernzüge Frankfurt–Würzburg abgekürzt und die stark befahrene Strecke Gemünden–Würzburg entlastet wird.

#### Straßen
Wichtige Entwicklungsachse ist die Bundesautobahn 3 von Frankfurt am Main über Würzburg nach Nürnberg, die den Landkreis bei Marktheidenfeld durchquert. Über den Verkehrsknotenpunkt Würzburg besteht Anschluss an die Bundesautobahn 81 (in Richtung Heilbronn, Stuttgart) und die Bundesautobahn 7 (in Richtung Ulm bzw. Fulda, Kassel). Außerdem wird der Landkreis durch die Bundesstraßen 8, 26, 26a, 27 und 276 erschlossen.

#### Planungen
Es gab Planungen für den Weiterbau der A 81 zwischen dem Dreieck Würzburg West und Gramschatz. Sie wurden fallengelassen. Stattdessen wird eine vierspurige Bundesstraße (B 26neu) zwischen Helmstadt und dem Kreuz Werneck geplant. Seit etwa Mitte der 1970er Jahre besteht die B 26n bereits als zweispurige Schnellstraße vom Kreuz Werneck bis kurz vor Arnstein, wo sie im Niemandsland endet. Der Verkehr, insbesondere der Transit-Schwerlastverkehr quält sich dann direkt durch den Ortskern von Arnstein sowie das Werntal, was für die Bewohner eine erhebliche Belastung darstellt. Es hat sich eine Bürgerinitiative gegen den Bau der Straße gegründet, welche jedoch in erster Linie von Ortsauswärtigen getragen wird. Die Bewohner des Werntales sind mehrheitlich dafür, dass die Straße weitergebaut wird.

Derzeit gibt es Bestrebungen, den Personenverkehr auf der Schiene zwischen Gemünden und Waigolshausen wieder aufzunehmen, welcher 1977 eingestellt worden ist. Die Bahnlinie ist eingleisig, aber auf absolut modernem Standard (auch elektrifiziert) und wird intensiv von Güterverkehrszügen genutzt.

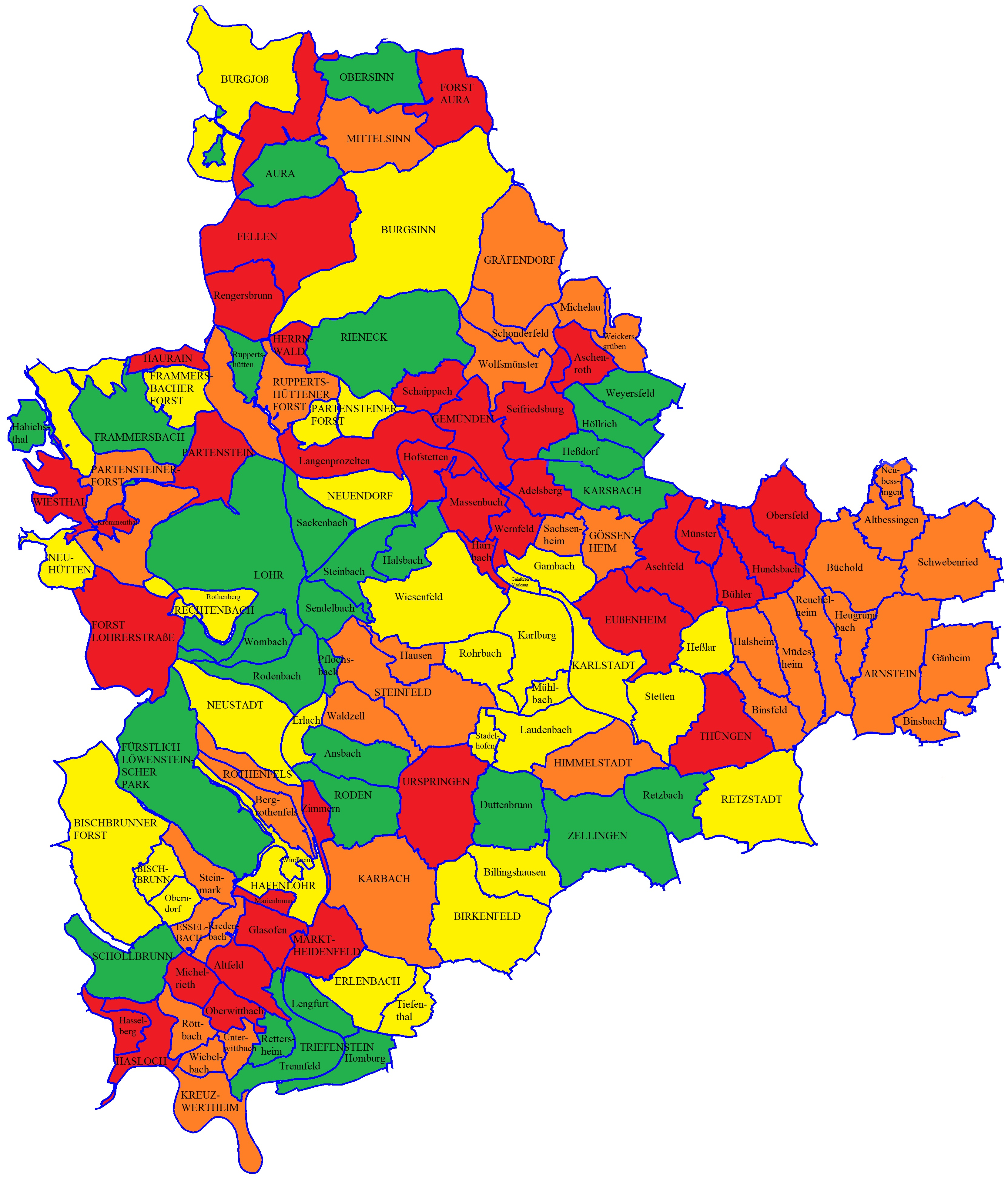
Landkreis Main-Spessart Gemeinden und Gemarkungen

## Gemeinden
(Einwohner am 31. Dezember 2024)
| Städte 1. Arnstein (8281) 2. Gemünden am Main (10.098) 3. Karlstadt (14.739) 4. Lohr am Main (14.996) 5. Marktheidenfeld (11.402) 6. Rieneck (1868) 7. Rothenfels (947) Märkte 1. Burgsinn (2307) 2. Frammersbach (4402) 3. Karbach (1495) 4. Kreuzwertheim (3819) 5. Obersinn (921) 6. Thüngen (1326) 7. Triefenstein (4289) 8. Zellingen (6390) Gemeindefreie Gebiete (167,33 km²) 1. Burgjoß (23,13 km²) 2. Forst Aura (23,42 km²) 3. Forst Lohrerstraße (21,35 km²) 4. Frammersbacher Forst (16,81 km²) 5. Fürstlich Löwensteinscher Park (30,67 km²) 6. Haurain (3,14 km²) 7. Herrnwald (2,99 km²) 8. Langenprozeltener Forst (8,66 km²) 9. Partensteiner Forst (19,36 km²) 10. Ruppertshüttener Forst (17,82 km²) | Weitere Gemeinden 1. Aura im Sinngrund (929) 2. Birkenfeld (2176) 3. Bischbrunn (1798) 4. Erlenbach bei Marktheidenfeld (2396) 5. Esselbach (2078) 6. Eußenheim (3014) 7. Fellen (834) 8. Gössenheim (1098) 9. Gräfendorf (1287) 10. Hafenlohr (1759) 11. Hasloch (1395) 12. Himmelstadt (1598) 13. Karsbach (1703) 14. Mittelsinn (794) 15. Neuendorf (807) 16. Neuhütten (1125) 17. Neustadt am Main (1174) 18. Partenstein (2689) 19. Rechtenbach (1071) 20. Retzstadt (1680) 21. Roden (1028) 22. Schollbrunn (881) 23. Steinfeld (2088) 24. Urspringen (1368) 25. Wiesthal (1232) | Verwaltungsgemeinschaften 1. Burgsinn (Märkte Burgsinn und Obersinn, Gemeinden Aura i.Sinngrund, Fellen und Mittelsinn) 2. Gemünden a.Main (mit Sitz in Gemünden a.Main; Mitgliedsgemeinden: Gössenheim, Gräfendorf und Karsbach) 3. Kreuzwertheim (Markt Kreuzwertheim, Gemeinden Hasloch und Schollbrunn) 4. Lohr a.Main (mit Sitz in Lohr a.Main; Mitgliedsgemeinden: Neuendorf, Neustadt am Main, Rechtenbach und Steinfeld) 5. Marktheidenfeld (mit Sitz in Marktheidenfeld; Mitgliedsgemeinden: Stadt Rothenfels, Markt Karbach, Gemeinden Birkenfeld, Bischbrunn, Erlenbach bei Marktheidenfeld, Esselbach, Hafenlohr, Roden und Urspringen) 6. Partenstein (Gemeinden Neuhütten, Partenstein und Wiesthal) 7. Zellingen (Märkte Thüngen und Zellingen, Gemeinden Himmelstadt und Retzstadt) |  |

## Kfz-Kennzeichen
Am 5. August 1974 wurde dem Landkreis das seit dem 1. Juli 1956 für den Landkreis Karlstadt gültige Unterscheidungszeichen KAR zugewiesen. Am 1. März 1979 wurde es vom bis heute gültigen Unterscheidungszeichen MSP abgelöst.
Sowohl mit dem Unterscheidungszeichen KAR als auch mit dem Unterscheidungszeichen MSP bis in die 2000er Jahre erhielten Fahrzeuge aus den Altkreisen besondere Erkennungsnummern. Hier werden diejenigen mit der Kennung MSP aufgeführt:
| Gebiet                    | Buchstaben | Zahlen    |
| ------------------------- | ---------- | --------- |
| Teilkreis Karlstadt       | A bis Z    | 1 bis 999 |
| Teilkreis Karlstadt       | AA bis EZ  | 1 bis 999 |
| Teilkreis Marktheidenfeld | HA bis RZ  | 1 bis 999 |
| Teilkreis Lohr am Main    | SC bis ZZ  | 1 bis 999 |